# علي أحمد النعمي
الشاعر علي بن أحمد بن علي النعمي  (1356 هـ - 1430 هـ / 1937 - 2009م) هو أديب سعودي ولد في ضمد الواقعة بمنطقة جازان جنوب السعودية.
له ديوانان مخطوطان جاهزان للطبع «النغم الحزين»، و«قسمات وملامح» مكتوبة بخطه، وقد جمع قصائدهما في ملفين مرتبين وبخط جميل، ويحتوي المخطوط الأول على 257 صفحة، والثاني 64 صفحة. 
ويعد النعمي من أوائل الدعاة إلى إقامة الأندية الأدبية، ففي سنة 1391 هـ دعا إلى إقامة ناد أدبي في ضمد، وكانت هذه الدعوة قبل إنشاء الأندية الأدبية في المملكة، 
ولكن هذا النادي لم يدم طويلا وذلك لأسباب مادية ومعنوية. وأصبح فيما بعد أحد أعضاء نادي جازان الأدبي.

## حياته العلمية
بدأ حياته العلمية في الكتاتيب، وقابل الشيخ عبد الله القرعاوي وطلب منه أن يشارك الشيخ عبد الله محمد مصلح في التدريس في قرية الحرجة وكان ذلك سنة 1372 - 1373 هـ، ولم يطل تدريسه، فاتجه إلى ضمد ليتعلم على يد الشيخ هادي بن علي مطيع مجموعة المتون وكشف الشبهات والأصول الثلاثة وغيرها، بعد ذلك التحق في معهد ضمد العلمي الذي لم يدم فيه طويلا، ثم انتقل إلى صامطة سنة 1374 هـ ولظروف خاصة انقطع عن الدراسة وعاد إليها سنة 1376 هـ، وفي المرحلة الثانوية لقي الشاعر تشجيعا من قبل بعض أساتذته ولا سيما أساتذة اللغة العربية.

## البدايات الأدبية

### البداية
واجهت الشاعر النعمي ظروفا طارئة جعلته ينتقل للدراسة في معهد الأحساء العلمي سنة 1380 هـ، ومنه كانت انطلاقته الأدبية حيث وجد التشجيع من إدارة المعهد، وفي تلك الأثناء بدأ يراسل الصحف ويكتب في زاوية من هنا وهناك في (صحيفة اليمامة).
وفي المعهد نفسه أصدر الشاعر صحيفتين هما «التاج» و «الضياء». تخرج من المعهد سنة 1382 هـ حاملا أجمل ذكرى لهذا المعهد الذي وجد فيه التشجيع ومنه تعلم وتعود الشجاعة والجرأة في الكتابة ومراسلة الصحف.
انطلاقته في الصحافة كانت المدخل إلى عالم الصحافة والشعر والأدب سنة 1383 هـ، حيث التحق في كلية اللغة العربية في الرياض، وتعرف على كثير من أعلام الأدب والصحافة هناك، وكانت البداية في صحيفة اليمامة إلى أن تحولت هذه الصحيفة إلى مؤسسة، ومنها انتقل إلى مجلة الدعوة، وكان ذلك عام 1385 هـ حيث عمل فيها مدة سنة، ومنها انتقل إلى صحيفة الجزيرة بطلب ومساندة من الشيخ فيصل الشهيل مدير عام المؤسسة في ذلك الوقت.

### العودة إلى القرية
ولم تطل مدة عمل النعمي في الجزيرة، إذ طلب انضمامه إلى مجلة اليمامة سكرتيرا للتحرير، وبقي فيها إلى أن تخرج في كلية اللغة العربية سنة 1389هـ، وكان عمره آنذاك 33 عاما، ولظروف عائلية عاد إلى قريته بعد طول غياب دام عشر سنوات، كان يعيش فيها حياة عصامية تمثلت في عمله وهو لا يزال طالبا في الكلية مما يدل على روح لا ترضى بالاتكال على الآخرين. عاد إلى قريته وفيها التحق بالتعليم حيث عين معلما في متوسطة ضمد فترة زمنية طويلة، إلى أن افتتحت أول مدرسة في قريته، فعين مديرا لها وبقي إلى أن أحيل إلى التقاعد في 1/7/1416هـ وقد أقيم في هذه المناسبة احتفال كبير كرم فيه النعمي على ما قدم لقريته وأبناء المنطقة.
ضياع الشعر
عندما سئل الراحل النعمي عن بدايته الشعرية في إحدى الجلسات، ذكر أنه بدأ الشعر في سن الـ16 من عمره، وقد ضاعت كل كتاباته الشعرية في ذلك العهد، وسبب ضياعها كثرة تنقلاته من قريته إلى ضمد إلى صامطة ثم إلى الأحساء. وأضاف الشاعر «أنه لم يكن يهتم بأمر تلك البدايات في بادئ الأمر، ولم يبدأ بنشر شعره إلا في سنة 1383هـ».
أما عن دواوينه، فقد تأخر كثيرا في طباعة شيء من شعره، حيث لم يتم له ذلك إلا في سنة 1405هـ بعدما قام نادي جازان الأدبي بطباعة أول مجموعاته الشعرية «عن الحب ومنى الحلم» ثم توالت طباعة دواوينه الأخرى.
كان النعمي على اتصال وثيق بالحياة الأدبية في العالم العربي حيث كانت له عدة مشاركات في مهرجانات أقيمت خارج المملكة كما شارك في الكثير من المسابقات الشعرية وقد مثل المملكة في أكثر من منتدى. وقد مثل المملكة في مهرجان الشباب العربي الثالث في بغداد سنة 1397هـ وحصل على الميدالية الذهبية في المسابقة الشعرية.

## دواوينه
- «دواوين الرحيل إلى الأعماق» 1406 هـ، 111 صفحة، ويضم 21 قصيدة.
- «الأرض والعشق»، 136 صفحة، ويضم 32 قصيدة.
- «عن الحب ومنى الحلم»، وهو باكورة الطبع من إنتاج الشاعر سنة 1405 هـ، عدد صفحاته 110 صفحة، ويضم 27 قصيدة.
- «الأرض.. الوطن الحب الكبير».
- «جراح قلب»، وعدد صفحاته 245 صفحة، ويضم 28 قصيدة.
- «لعيني لؤلؤة الخليج»، وصفحاته 200، ويضم 8 قصائد.

## أعماله النثرية
أصدر الدكتور محمد حبيبي كتاب «سوانح: مقالات الشاعر علي بن أحمد النعمي» (جمع وإعداد وتوثيق) عام 2017.

## وفاته
توفي في 2 ربيع الثاني عام 1430 هـ، ووري جثمان الراحل الثرى في مقبرة الحرجة مسقط رأسه، بعد معاناته الطويلة مع المرض عن عمر يناهز 74 عاماً.